# Contea di Gucheng
La contea di Gucheng (故城县S, Gùchéng XiànP) è una contea della Cina, situata nella provincia di Hebei e amministrata dalla prefettura di Hengshui.